# CHOCOLATE MIX
CHOCOLATE MIX（チョコレート・ミックス）は、作詞・作曲・編曲を手掛ける作家ユニット。2018年、活動を開始した。株式会社ダブルエイト・ミュージック所属。

## 提供作品
IZ*ONE
- 好きと言わせたい（作曲）
- Vampire（作曲・編曲）

AKB48グループ
- AKB48
  - 終電の夜（作曲・編曲）
  - わかりやすくてごめん（作曲・編曲）
  - Loss of time（作曲）
- SKE48
  - 人生の無駄遣い（作曲・編曲）
- NMB48
  - 僕だけの君でいて欲しい（作曲・編曲）
  - シダレヤナギ（作曲・編曲）
- STU48
  - Sure、じゃあね（作曲・編曲）

坂道シリーズ
- 乃木坂46
  - 滑走路（作曲・編曲）
- 櫻坂46
  - 断絶（作曲・編曲）
  - Cool（作曲・編曲）
- 日向坂46
  - 窓を開けなくても（作曲・編曲）
  - どうする?どうする?どうする?（作曲・編曲）

青春高校3年C組
- 赤ずきんちゃんに手を出すな（作曲・編曲）
- 俺たちのMission（作曲・編曲）

田原俊彦
- 愛は愛で愛だ（作曲）
- ラストタンゴ イン TOKYO（作曲）
- HA-HA-HAPPY（岩田秀総と共作曲）